# Roman Svichkar
Roman Svichkar (en ukrainien : Роман Свічкар, né le 18 juin 1993) est un escrimeur ukrainien, pratiquant l'épée.
Il est gaucher. Il atteint les demi-finales des Championnats du monde 2018 à Wuxi.

## Palmarès
- Championnats du monde
  -  Médaille de bronze en individuel aux championnats du monde 2018 à Wuxi
  -  Médaille d'argent par équipes aux championnats du monde 2018 à Budapest

- Championnats d'Europe
  -  Médaille d'or en individuel aux championnats d'Europe 2025 à Gênes